# En gång till (TV-program)
En gång till var ett tävlingsprogram på TV4 under 1998 med Martin Timell och Staffan Ling som lagledare och Tina Leijonberg som domare.

## Programmet
I varje avsnitt tävlar två lag, ett som leds av Timell och ett av Ling. Varje avsnitt handlar om tre årtal, ett från vardera 1960-, 70- och 80-talet som lagen ska gissa ut vilket årtal det handlar om. Årtalen presenteras med hjälp av musik, bilder och nyhetsklipp. I varje avsnitt gästas programmet av artister som framför låtar från årtalen.